# Qahramānlū
Qahramānlū (persiska: قهرمانلو) är en ort i Iran.   Den ligger i provinsen Ardabil, i den nordvästra delen av landet, 500 km nordväst om huvudstaden Teheran. Qahramānlū ligger 464 meter över havet och antalet invånare är 191.
Terrängen runt Qahramānlū är lite kuperad. Runt Qahramānlū är det ganska tätbefolkat, med 58 invånare per kvadratkilometer. Närmaste större samhälle är Germī, 14,2 km sydväst om Qahramānlū. Trakten runt Qahramānlū består till största delen av jordbruksmark.